# Campionati europei Under-19 2021 (hockey su pista)
I campionati europei Under-19 2021 sono stati la 52ª edizione del torneo di hockey su pista per squadre nazionali maschili Under-19. Il torneo si è svolto in Portogallo a Paredes dal 7 all'11 settembre 2021.
A vincere il torneo fu la nazionale del Portogallo per la ventesima volta nella sua storia sconfiggendo in finale la nazionale spagnola per 4 a 1.

## Formula
Il torneo vide ai nastri di partenza quattro nazionali; la manifestazione è stata organizzata con un girone all'italiana, con gare di sola andata. Erano assegnati tre punti per l'incontro vinto, uno per il pareggio e zero per la sconfitta. Al termine della prima fase sono state disputate le semifinali e le finali.

## Risultati

### Prima fase
| Squadra     | Pt | G | V | N | P | GF | GS | DG  |
| ----------- | -- | - | - | - | - | -- | -- | --- |
| Portogallo  | 9  | 3 | 3 | 0 | 0 | 22 | 2  | +20 |
| Spagna      | 6  | 3 | 2 | 0 | 1 | 7  | 5  | +2  |
| Italia      | 3  | 3 | 1 | 0 | 2 | 10 | 12 | -2  |
| Inghilterra | 0  | 3 | 0 | 0 | 3 | 4  | 24 | -20 |

| Paredes 7 settembre 2021 | Spagna | 2 – 1 | Italia | Pavilhão Municipal |

| Paredes 7 settembre 2021 | Portogallo | 12 – 0 | Inghilterra | Pavilhão Municipal |

| Paredes 8 settembre 2021 | Inghilterra | 2 – 5 | Spagna | Pavilhão Municipal |

| Paredes 8 settembre 2021 | Italia | 2 – 8 | Portogallo | Pavilhão Municipal |

| Paredes 9 settembre 2021 | Italia | 7 – 2 | Inghilterra | Pavilhão Municipal |

| Paredes 9 settembre 2021 | Portogallo | 2 – 0 | Spagna | Pavilhão Municipal |

### Fase finale

#### Semifinali
| Paredes 10 settembre 2021 | Spagna | 6 – 0 | Italia | Pavilhão Municipal |

| Paredes 10 settembre 2021 | Portogallo | 12 – 2 | Inghilterra | Pavilhão Municipal |

#### Finale 3º/4º posto
| Paredes 11 settembre 2021 | Italia | 5 – 4 | Inghilterra | Pavilhão Municipal |

#### Finale 1º/2º posto
| Paredes 11 settembre 2021 | Portogallo | 4 – 1 | Spagna | Pavilhão Municipal |